# حبوب اللقاح

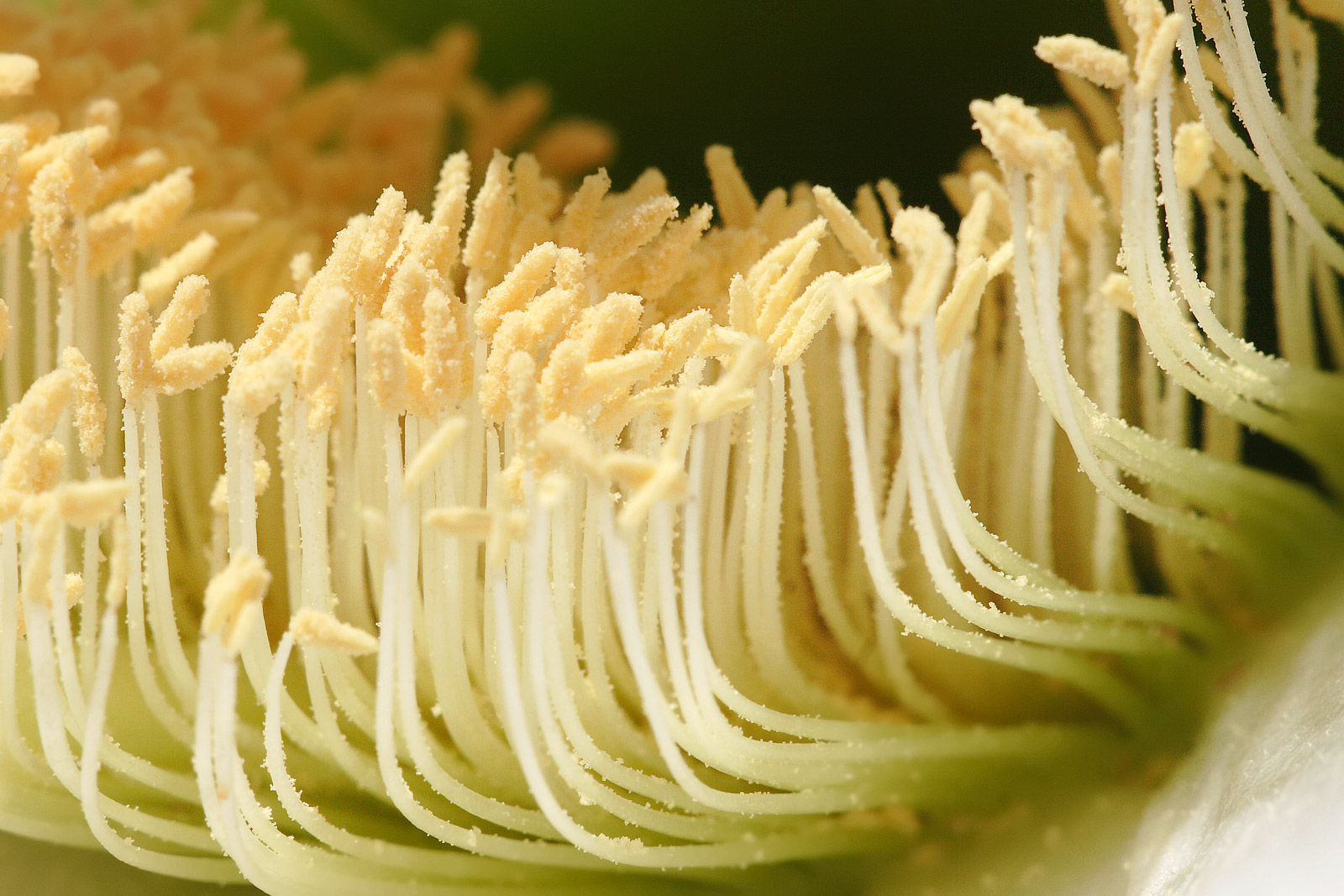
صورة لحبوب الطلع في نبات الصبار.

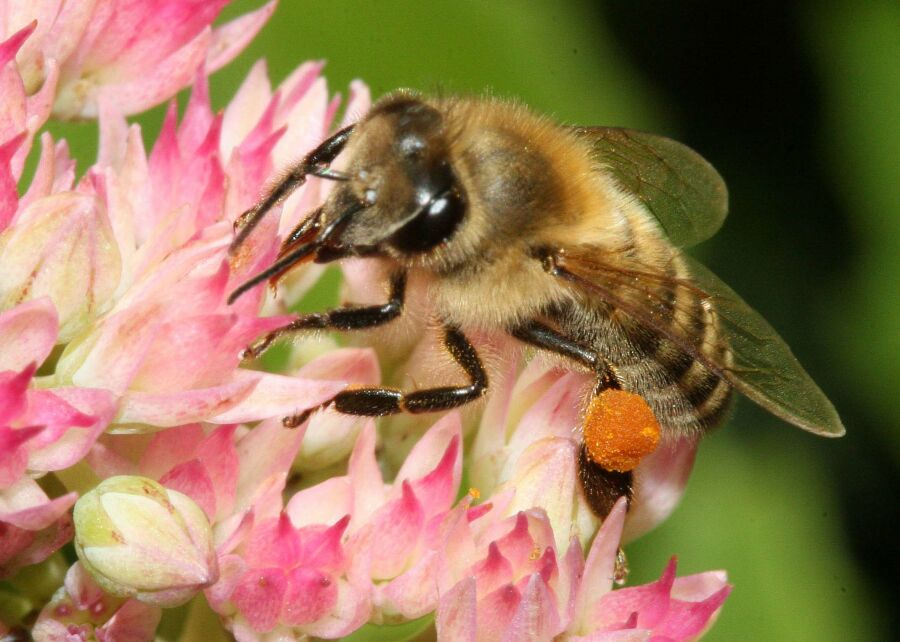
نحلة تجمع حبوب الطلع من زهرة

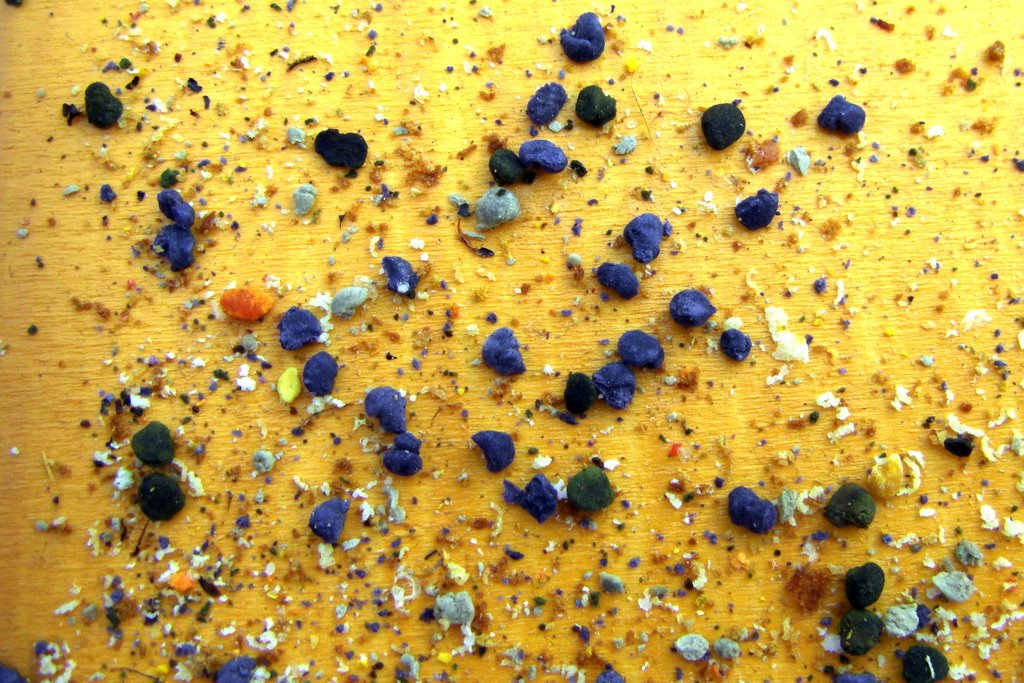
حبوب لقاح نبات الجُمِية (بالبنفسجي)

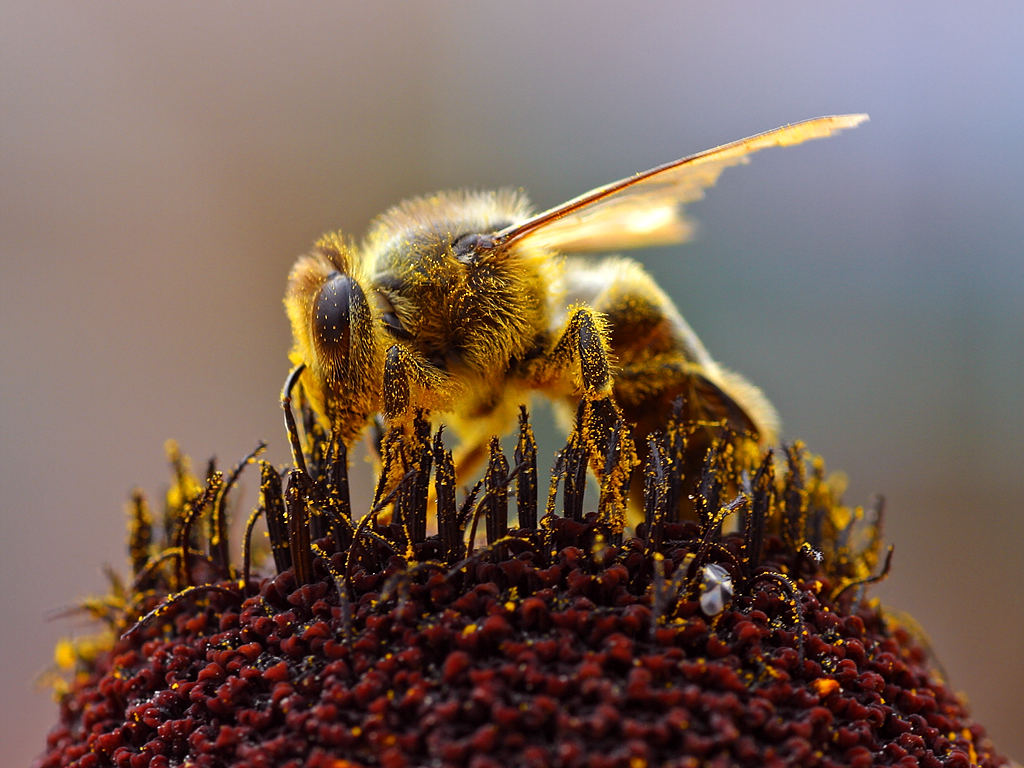

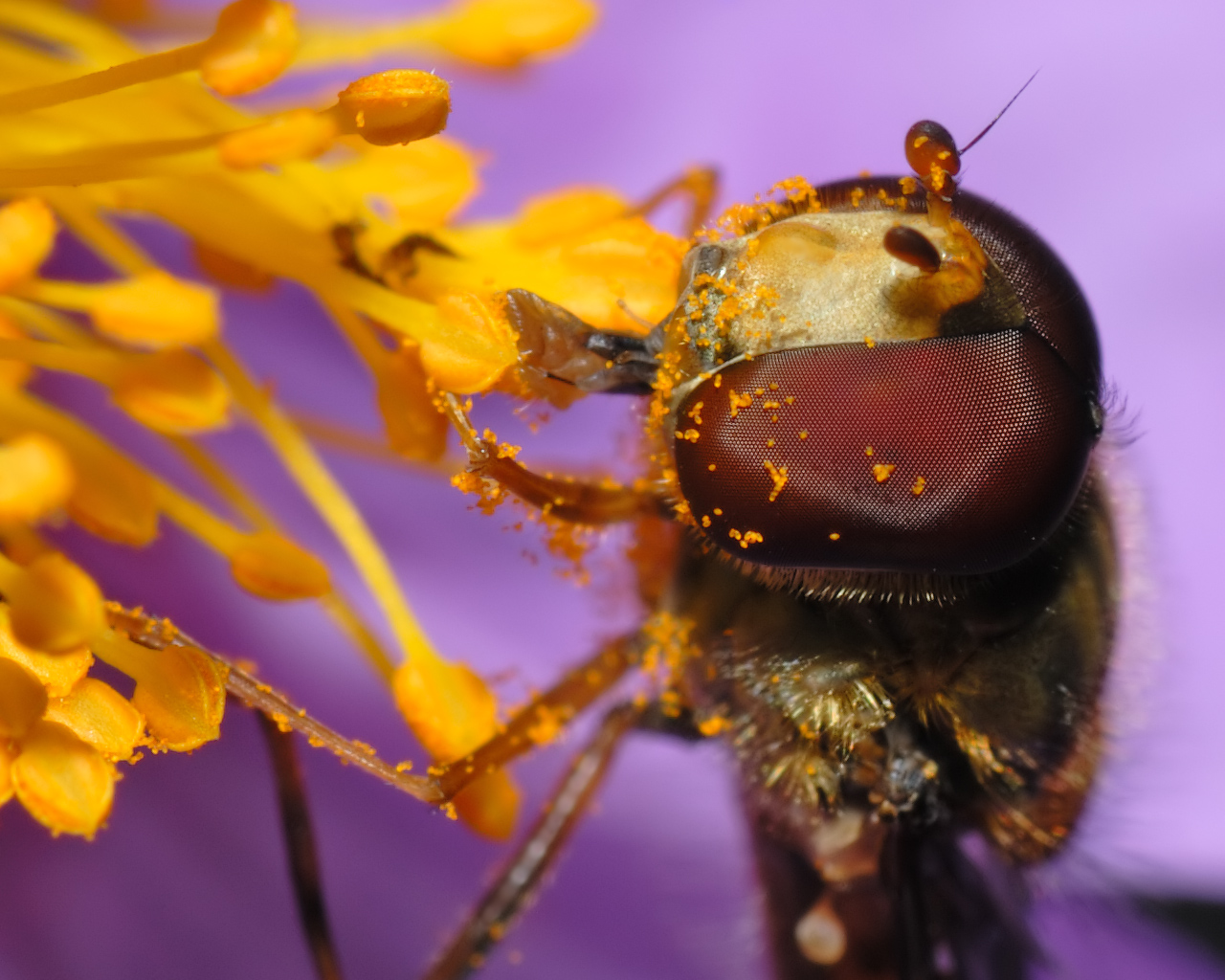

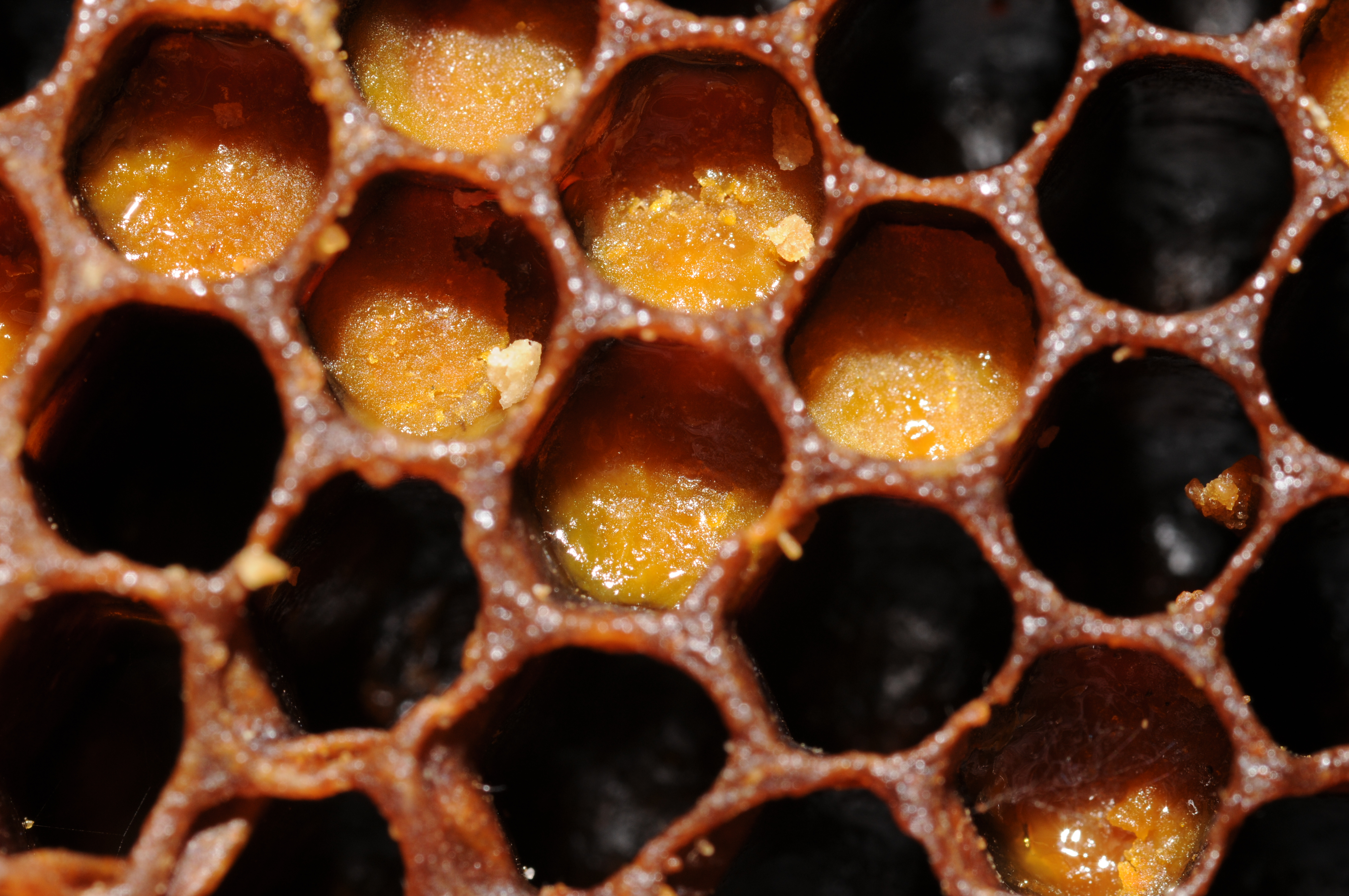
خلية نحل بها حب اللقاح

حبوب اللَّقاح أو غُبَار الطَّلْع أو حبوب الطَّلْع أو اللَّقَح أو صُوَاح أو الجَدَرَة (بالإنجليزية: Pollen)‏ هو لقاح الأزهار وهو المسحوق الموجود في الزهور الذي يعلق في الأهداب في جسم النحلة، ويوجد في أرجل النحلة الخلفية جيوب تسمى سلة اللقاح. تجمع النحلة ما علق في جسمها من هذا المسحوق في تلك الجيوب وتأتي بها إلى الخلية، وفي الخلية مصايد خاصة بحبوب اللقاح يتجمع بها هذا الأخير ثم يستخرج من الخلية.
وتعتبر غذائا مثاليا إذ تحتوي على 18 فيتامين، أكثر من 25 معدن وما نسبته ثلاثون بالمائة أحماضاً أمينية ومثلها سكريات. يمكن أن تستعمل كغذاء مكمل بسبب كثرة العناصر الغذائية الأساسية بها، كما يمكن أن تستعمل كدواء مضاد للالتهاب حسب دراسة أمريكية حديثة كما أنه يعتقد أن لها تأثيراً مضاداً للاكتئاب [1]
تتكون حبوب اللقاح من:
1- الماء 10-12%. 2-السكريات 35%. 3- الدهون 5%.
4- البروتينات 35% وبها نسبة كبيرة من الأحماض الأمينية.
5- الفيتامينات ب1، ب2، ب3، ب5، ب6، ب9، ب12، جـ، د، هـ.
6- المعادن مثل: الكالسيوم والكلور والمغنيسيوم حتى 28 عنصر.
7- تحتوى حبوب اللقاح على عدد كبير من الإنزيمات والخمائر.
8- وأيضا على بعض العناصر الأخرى.
مثل مادة الروبين التي تدخل في تركيب الشعيرات الدموية وتزيد من قوه التصاق خلاياها بعضها ببعض وفي حالة نقص هذه المادة الثغرات الموجودة بين الخلايا تصبح واسعة مما يزيد ارتشاح السوائل منها وهو ما يعرف بالارتشاح المائي.

## الفوائد العامة

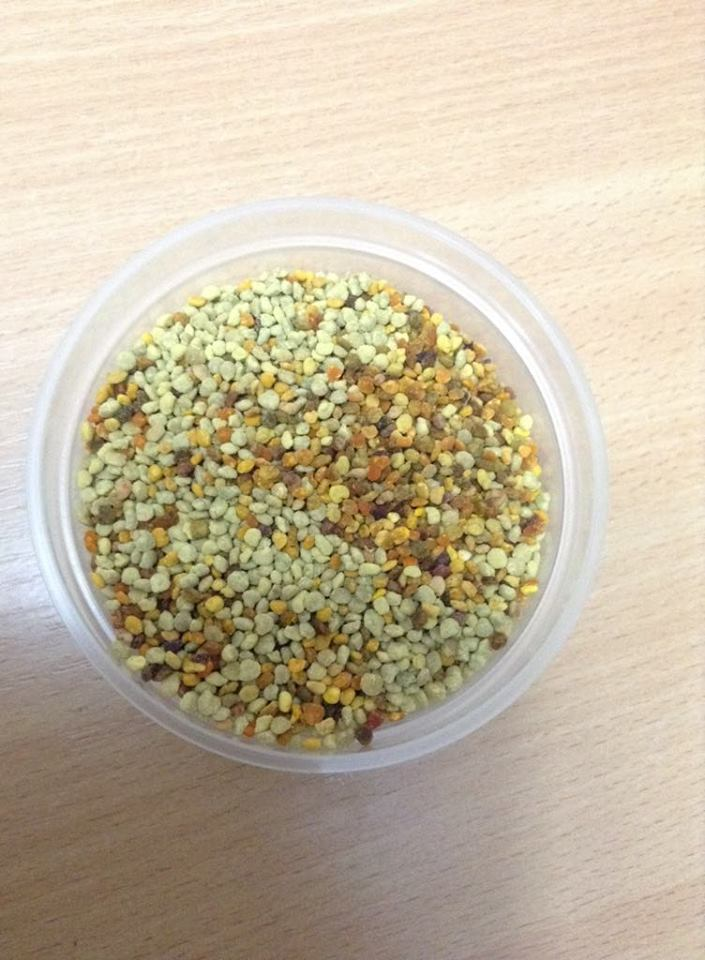
حبوب لقاح جاهزة للأكل

- يزيد من مناعة الجسم ضد الأنفلونزا، التهاب المثانة.
- تقوية وظيفة الكبد، تنشيط الميتابوليزم وأمراض البروستات والأنيميا.
- لعلاج حالات الإمساك المستعصية والإسهال.
- مانع للإصابة بسقوط الشعر لاحتوائه على مادة الروتين.
- يقلل من الحموضة لدى المرضى الذين يشكون من زيادة حموضة المعدة لا سيما إذا خلط بعسل النحل.
- حبوب اللقاح بكميات قليله مع خلطها بغذاء ملكات النحل مع العسل يعطل نمو الخلايا السرطانية.
- يعالج حالات تصلب الشرايين والقلب ويقلل من أعراض الشيخوخة المبكرة.
- يعتبر علاجا لأعراض سن اليأس من صداع مستمر وتوتر والعصبية وتوهج الجسم.
- تعويض من نقص في الأحماض الأمينية، الفيتامينات والعناصر المعدنية لدى النساء الحوامل والمرضعات.
- للإناث الحصول على جلد رقيق أملس ويستخدم في مستحضرات التجميل ويزيل جميع الأعراض أثناء فترة الدورة الشهرية.
- حبوب اللقاح مع غداء الملكات معا يعطيان تحسنا واضحا لأمراض الجهاد النفسي الجسمي، الإرهاق، التعب والخمول والسبب هو احتواؤه على بعض العناصر المعدنية النادرة من الزنك والسيلينيوم والسيليكون.

## تخزين النحل لحبوب اللقاح
تدخل الجانية إلى القفير فتفرغ حملها في حجرات النخاريب المحضرة حوالي عش الحضنة. بينما تتقدم فرقة متخصصة من نحل الداخل فتقوم برص هذه الكرات بأدخال رأسها في النخاريب في ضربات متتالية حتى تمتلئ وعندها تضع فوقها قليلا من العسل لتمنع الهواء من الوصول إليها وأفسادها. وهنا وبسبب غنى حبوب اللقاح والعسل بالخمائر فأن تغيرات كيميائية هامة جدا تبدأ في التفاعل فيها بحيث يتحول جزء من السكر إلى حمض اللبنيك (اسيد لكتيك) الذي يحمي حبوب الطلع من الفساد وبنهاية هذا التحول يصير الطلع ما نسميه خبز النحل الذي يختلف في مكوناته عن العسل والطلع. ومن هنا يمكننا التأكيد أن الملكة تتوقف عن وضع البيض فور نفاد خبز النحل من القفير. وبالطبع تنتفي أيضا الحاجة لبناء الأساسات الشمعية. لهذا السبب ننصح النحالين بأعطاء نحلهم بديلا عن حبوب اللقاح كلما انفقدت هذه المادة من القفران. وتتيح حبوب اللقاح الموجودة في العسل الفحص والتحقق من مصادر أزهاره وبلد أنتاجه ولهذا منعنا في المواصفة القياسية الجديدة للعسل اللبناني تصفية العسل في مصافي جبارة ذات ثقوب رفيعة جدا لا تسمح بمرور حبوب اللقاح التي فيه والتي تشكل هويته الشخصية من حيث الأزهار التي جني منها وبلد المنشأ.

## الخصائص العلاجية
لا بد من الإقرار أنه بالرغم من ثبوت صحة الخصائص العلاجية لغبار الطلع فأنه لم يدخل حتى اليوم في وصفات الأطباء المجازين. لكن الطب الشعبي على العكس من تردد الطب الأكاديمي قد اندفع وبشدة في استعمالات متنوعة لفوائد حبوب الطلع لمعالجة امراض مختلفة. مثلا أجرى البروفسور ريمي شوفان في مركز تربية النحل في بور سير أيفيت عدة تجارب على مجموعات من الفئران غذاها بقليل من الطلع فأذا بوزنها يزداد ونموها يتسارع وبرازها يخلو من اية جراثيم. وعندما انتقل ليجري تجاربه على الأنسان وجد ان الطلع ينظم المعدة فأن كانت ممسكة تلين وأن كانت لينة تمسك وبسبب ما يحويه من ليكوبين فالطلع يمنع تكاثر الكولسترول السيئ (LDL) كما يشفى ألتهاب القولون ويزيد عدد كريات الحمر في الدم ويعطى مزيدا من القوة والنشاط إلى جانب تحسين المزاج.كما تبين له ان الطلع يحوي مضادات حيوية ضد السلمونيلا مثلا أقوى وأفعل من أي مضاد حيوي آخر. وله مفعول ثابت على القصبة التنفسية كالنزلات الصدرية والسينوزيت ونزلات البرد. وأكدت الأبحاث التي جرت مؤخرا ان غبار الطلع يؤخر الشيخوخة ويجدد الشباب ويعالج بفعالية مشاكل سن اليأس عند المرأة. وقد أكد ألين كاياس انه عالج بنجاح بواسطة 15 جرام من الطلع يوميا – الموثة وسرطان البروستات وينصح كل الذين تجاوزوا سن الخامسة والأربعين بتناول ملعقة كبيرة من حبوب اللقاح يوميا.
وفي مجال الحساسية ثبت أنه بتناول العسل ممزوجا بحبوب اللقاح طوال فترة شهر قبل موسم تطاير غبار طلع الأزهار يحمى المريض بالحساسية من أصابته المزمنة. أما في الأمراض الجلدية فقد أدخل العلماء الفرنسيون المداواة بحبوب اللقاح في معظم العلاجات التجميلية للبشرة حيث أثبت فعاليته في تجديد الخلايا ومعالجة القروح والبثور وحبوب الزؤان.
كما أدخله الأطباء السويسريون في معالجة تصلب الشرايين بمعدل واحد إلى واحد مع العسل. وثبت أيضا أن الطلع يعالج فقر الدم بما انه يحوي كثيرا من الأحماض المفيدة وفيتامين ب 12 التي لا يستطيع الجسم أن ينتجها. وهو ينظم المعدة من الأمساك وأو الأسهال المزمن والتهابات القولون والتهابات الموثة وأورام البروستات واضطرابات الغدد الصماء والتهابات الدماغ وتساقط الشعر.
ويمكن الأختصار أن الطلع هو الغذاء الطبيعي الأكمل في الدنيا لأنه يحتوي على نبع من المعادن الأساسية بشكل مركز بالأضافة إلى كل الفيتامينات التي تتحلل وعلى الأخص بي وثي و22 حمضا أمينا و27 من المعادن بما فيها الكالسيوم والمغنيزيوم والزنك والنحاس والحديد والكثير الكثير من الأنزيمات. ويكفي أنه يقوي الشرايين الرفيعة وأنه الأغنى أطلاقا بما يحتويه من RNA و DNA.

## أماكن انتشار حبوب اللقاح
إن حبات اللقاح متناهية الصغر ونحتاج إلى 14000 حبة من حبوب اللقاح حتى تزن غراماً واحداً.
وإذا تناول الإنسان العسل الطبيعي فيكون قد تناول كميات كبيرة من حبوب اللقاح، وقد اشار العديد من الباحثين في المملكة العربية السعودية إلى وفرة حبوب اللقاح في العسل البري الجبلي السعودي وتنوعها عن باقي الأنواع الأخرى المستوردة، ويتميز العسل المصري بوفرة حبوب اللقاح ولكن يفتقر إلى تنوعها.

## استعمال حبوب اللقاح
أفضل وقت لتناول حبوب اللقاح في الصباح الباكر بمعدل 30 غرام في اليوم ويستحسن تناوله مع العسل.

## الاستعمال للأغراض الروحية
في بعض الديانات الأمريكية الأصلية، تم استخدام حبوب اللقاح في الصلوات والطقوس لترمز للحياة والتجديد من خلال تقديس الأشياء، والرقص، والرسم على الرمال. يمكن أيضًا رشها على الرؤوس أو في الأفواه. يعتقد الكثير من الناس في نافاجو أن الجسد يصبح مقدسًا عندما يسافر على درب ممتلئ باللقاح.

## الاستعمال لأغراض الزراعة
لأغراض البحث الزراعي، قد يكون تقييم صلاحية حبوب اللقاح ضروريًا. هناك طريقة شائعة وفعالة للقيام بذلك تعرف باسم بقعة الإسكندر. تتكون هذه البقعة من الإيثانول، والأخضر الملكيت، والماء المقطر، والجلسرين، والفينول، وهيدرات الكلورال، وحمض الفوشسين، والبرتقال، وحمض الخليك الجليدي.تظهر حبوب اللقاح غير المجهض حمراء أو وردية اللون في حبوب البذور الوعائية واللحوم العظمية، وقد تظهر حبوب اللقاح المجهض باللون الأزرق أو الأخضر قليلاً.

## الهيكل والتكوين
حبوب اللقاح نفسها ليست الأمشاج الذكورية.  إنه طور مشيجي ، شيء يمكن اعتباره كائنًا كاملًا ، والذي ينتج بعد ذلك الأمشاج الذكرية. 

## وصلات خارجية
- موقع للتنبؤ بـ 4 أيام بغبار الطلع في الولايات المتحدة الأمريكية
- التداوي بحبوب اللقاح
- صور بالمجهر الإلكتروني لحبوب الطلع